# デボザ (小惑星)
デボザ (337 Devosa) は、小惑星帯にある大きな小惑星である。M型小惑星に分類される。
1892年9月22日にオーギュスト・シャルロワがニースで発見した。名前の由来は不明だが、フランス語の女性名ではないかと言われている。